# Johannes Krüger
Johannes Krüger (27 luglio 1979) è uno schermidore tedesco.

## Biografia
Nei campionati europei di scherma ha conquistato una medaglia di bronzo a Mosca nel 2002, nella gara di fioretto a squadre.

## Palmarès
In carriera ha conseguito i seguenti risultati:
- Europei di scherma

Funchal 2000: argento nel fioretto individuale.
Mosca 2002: bronzo nel fioretto a squadre.